# Hot Milk (film)
Hot Milk is een Brits-Griekse coming-of-agefilm uit 2025, geschreven en geregisseerd door Rebecca Lenkiewicz en haar filmregiedebuut. De film is gebaseerd op de gelijknamige roman van Deborah Levy uit 2016. De hoofdrollen worden vertolkt door Emma Mackey, Fiona Shaw, Vicky Krieps en Vincent Perez.

## Verhaal
Rose (Fiona Shaw) en haar dochter Sofia (Emma Mackey) reizen tijdens de zomer naar de badplaats Almería om de "genezer" Gómez (Vincent Perez) te raadplegen voor Rose's mysterieuze ziekte waardoor ze in een rolstoel zit. Sofia, die tot nu toe kort gehouden werd door haar moeder, begint haar remmingen af te werpen, aangetrokken door de charmes van de vrijgevochten Ingrid (Vicky Krieps), dit tot groot ongenoegen van haar controlerende moeder.

## Rolverdeling
| Acteur            | Personage            |
| ----------------- | -------------------- |
| Emma Mackey       | Sofia                |
| Fiona Shaw        | Rose                 |
| Vicky Krieps      | Ingrid               |
| Vincent Perez     | Gómez                |
| Patsy Ferran      | verpleegster Julieta |
| Yann Gael         | Matty                |
| Vangelis Mourikis | Christos             |

## Productie
De film is een Brits-Griekse coproductie en het regiedebuut van de Britse prijswinnende toneelschrijfster Rebecca Lenkiewicz, die ook een aantal filmscenario's schreef, van onder andere de met een Oscar bekroonde film Ida uit 2013. In februari 2022 werd bekendgemaakt dat Jessie Buckley, Fiona Shaw en Vicky Krieps een rol zouden spelen in de debuutfilm van Lenkiewicz en dat de start van de filmopnames gepland was in Almeria in september 2022. In mei 2023 werd gemeld dat Emma Mackey zich bij de cast had gevoegd ter vervanging van Jessie Buckley en dat de opnames in juli 2023 van start zouden gaan in Griekenland.

## Release
Hot Milk ging op 14 februari 2025 in première op het Internationaal filmfestival van Berlijn in de competitie voor de Gouden Beer.

## Prijzen en nominaties
De belangrijkste:
| Jaar | Prijs                                   | Categorie   | Genomineerde(n)    | Uitslag     |
| ---- | --------------------------------------- | ----------- | ------------------ | ----------- |
| 2025 | Internationaal filmfestival van Berlijn | Gouden Beer | Rebecca Lenkiewicz | Genomineerd |